# Yvonne Feri

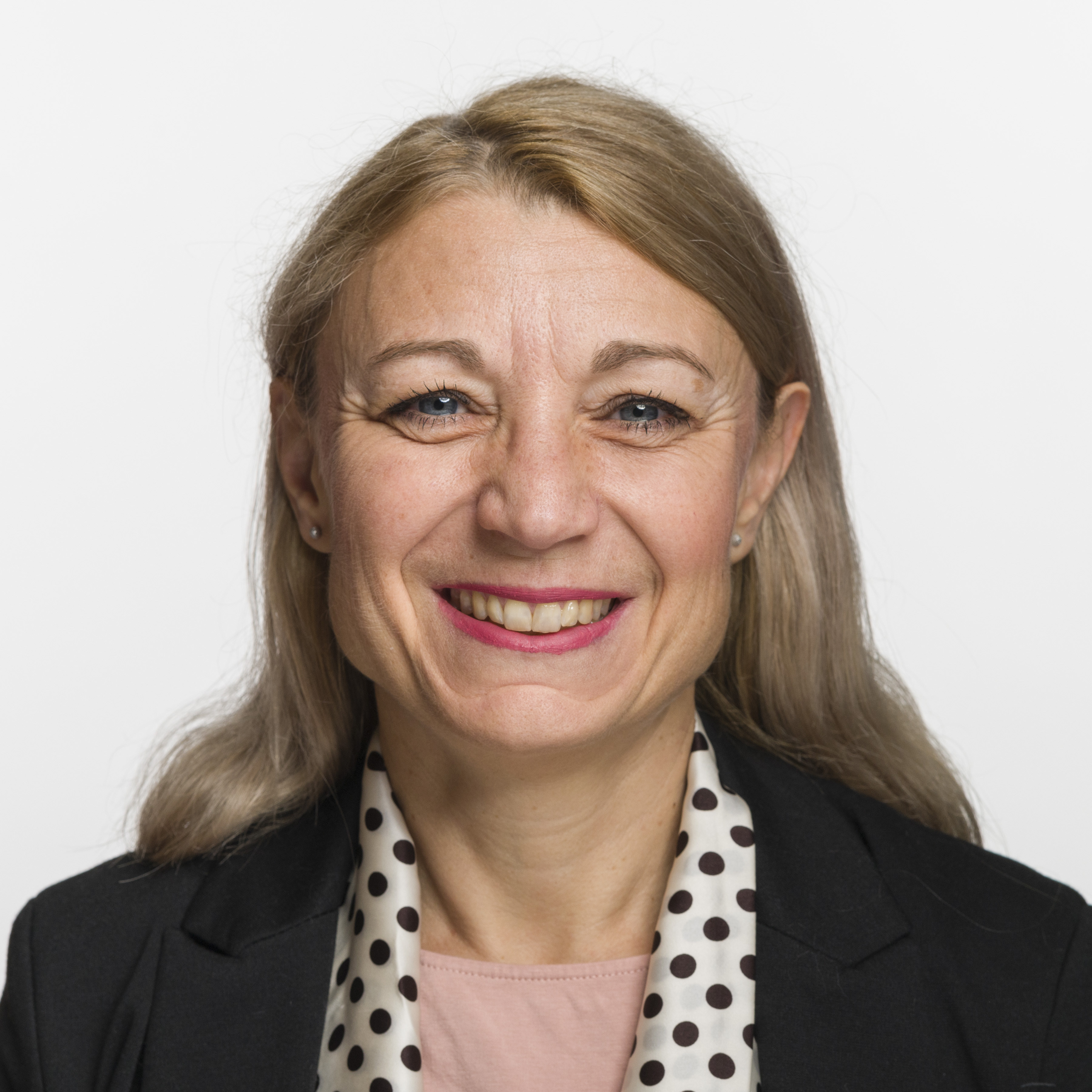
Yvonne Feri (2019)

Yvonne Feri (* 21. März 1966 in Baden; heimatberechtigt in Hedingen) ist eine Schweizer Politikerin (SP).

## Leben
Feri wohnt in Wettingen, aufgewachsen ist sie in Brugg. Sie ist alleinerziehende Mutter von zwei Kindern. Sie ist italienisch-schweizerische Doppelbürgerin. Sie hat ihr eigenes Unternehmen «Feri Mit-Wirkung», das Organisationen bei Führungsengpässen unterstützt. Feri war Stiftungsrätin von Swissaid und präsidiert seit April 2016 die Stiftung Kinderschutz Schweiz. Im Oktober 2023 wurde Feri zur Präsidentin der interprofessionellen Gewerkschaft Syna gewählt.

## Politik
Von 1998 bis 2008 war Feri Mitglied des Grossen Rats des Kantons Aargau und von 2001 bis 2005 Einwohnerrätin (Legislative) in Wettingen. Von 2006 bis Ende 2016 war sie dort im Gemeinderat (Exekutive) und stand dem Ressort Soziales und Familie vor. Feri hatte verschiedene Parteiämter inne (Präsidium der Sektion und des Bezirks und andere). Am 23. Oktober 2011 erzielte sie bei den Schweizer Parlamentswahlen mit 28'255 Stimmen das viertbeste Ergebnis der Aargauer SP, die drei Sitze erhielt. Da Pascale Bruderer, die das beste SP-Ergebnis im Aargau erzielte, in den Ständerat gewählt wurde, rückte Yvonne Feri in den Nationalrat nach. Yvonne Feri war von August 2012 bis Frühjahr 2016 Präsidentin der SP Frauen Schweiz.
Im Herbst 2016 kandidierte sie für den Aargauer Regierungsrat. Sie holte Stimmen über die Parteigrenzen hinaus, verlor im zweiten Wahlgang mit 10'000 Stimmen Rückstand aber deutlich gegen Franziska Roth von der SVP. Im September 2018 unterlag Feri mit 47 gegen 105 Stimmen am Parteitag der SP Aargau Cédric Wermuth, der sich als Kandidat für die SP-Ständeratskandidatur durchsetzte. 2019 kandidierte Feri erneut für den Regierungsrat in der Ersatzwahl für den Sitz der inzwischen zurückgetretenen Franziska Roth, unterlag jedoch Jean-Pierre Gallati (SVP). Bei den Wahlen 2019 wurde sie als Nationalrätin bestätigt. Zu den Parlamentswahlen vom 22. Oktober 2023 ist sie nicht wieder angetreten.